# Сон Мін Кю
Сон Мін Кю (кор. 송민규, нар. 12 вересня 1999, Нонсан) — південнокорейський футболіст, нападник клубу «Чонбук Хьонде Моторс».
Виступав, зокрема, за клуб «Пхохан Стілерс», а також національну збірну Південної Кореї.

## Клубна кар'єра
Народився 12 вересня 1999 року в місті Намхе.
У дорослому футболі дебютував 2018 року виступами за команду «Пхохан Стілерс», у якій провів три сезони, взявши участь у 72 матчах чемпіонату.  Більшість часу, проведеного у складі «Пхохан Стілерс», був основним гравцем атакувальної ланки команди.
До складу клубу «Чонбук Хьонде Моторс» приєднався 2021 року. Станом на 14 листопада 2022 року відіграв за команду з міста Чонджу 39 матчів в національному чемпіонаті.

## Виступи за збірні
Протягом 2020–2021 років залучався до складу молодіжної збірної Південної Кореї. На молодіжному рівні зіграв у 3 офіційних матчах, забив 1 гол.
У 2021 році дебютував в офіційних матчах у складі національної збірної Південної Кореї.
У складі збірної був учасником чемпіонату світу 2022 року у Катарі.
| Дата       | Місто   | Господарі      | Результат | Гості          | Турнір            | Голи | Примітки |
| ---------- | ------- | -------------- | --------- | -------------- | ----------------- | ---- | -------- |
| 9-6-2021   | Коян    | Південна Корея | 5 – 0     | Шрі-Ланка      | Відбір до ЧС 2022 | -    |          |
| 12-6-2021  | Коян    | Південна Корея | 2 – 1     | Ліван          | Відбір до ЧС 2022 | 1    | 82'      |
| 2-9-2021   | Сеул    | Південна Корея | 0 – 0     | Ірак           | Відбір до ЧС 2022 | -    | 58'      |
| 7-9-2021   | Сувон   | Південна Корея | 1 – 0     | Ліван          | Відбір до ЧС 2022 | -    | 58'      |
| 7-10-2021  | Сеул    | Південна Корея | 2 – 1     | Сирія          | Відбір до ЧС 2022 | -    | 56'      |
| 11-11-2021 | Коян    | Південна Корея | 1 – 0     | ОАЕ            | Відбір до ЧС 2022 | -    | 76'      |
| 16-11-2021 | Доха    | Ірак           | 0 – 3     | Південна Корея | Відбір до ЧС 2022 | -    | 82'      |
| 15-1-2022  | Аксу    | Ісландія       | 1 – 5     | Південна Корея | товариський матч  | -    | 75'      |
| 21-1-2022  | Boztepe | Молдова        | 0 – 4     | Південна Корея | товариський матч  | -    |          |
| Усього     |         | Матчів         | 9         |                | Голів             | 1    |          |

## Титули і досягнення
- Чемпіон Південної Кореї (1):

«Чонбук Хьонде Моторс»: 2021
- Володар Кубка Південної Кореї (1):

«Чонбук Хьонде Моторс»: 2022
Збірні
- Переможець Азійських ігор (1): 2022